# Artemisia avarica
Artemisia avarica là một loài thực vật có hoa trong họ Cúc. Loài này được Minat. mô tả khoa học đầu tiên năm 1970.